# Übergabebuch
In einem Übergabebuch werden Unregelmäßigkeiten eines Triebfahrzeuges vermerkt.
Durch das Übergabebuch müssen sich Triebfahrzeugführer vor Fahrtantritt über den Zustand des zu führenden Fahrzeuges informieren. In diesem sind alle bekannten Fahrzeugstörungen dokumentiert. Das Übergabebuch des jeweiligen Zuges muss zwingend auf dem Triebfahrzeug mitgeführt werden. Anhand dieses Dokuments kann nachvollzogen werden, ob die ordnungsgemäßen Ausführungen – darunter Vorbereitungsarbeiten – für den betriebssicheren Zustand des Fahrzeuges erfolgt sind.
Auch durch Werkstätten können Einträge verfasst werden, wenn eine Nachschau erfolgt ist. Inwiefern das geschieht, ist eine Regelung des Eisenbahnverkehrsunternehmens mit dem Instandhalter des Fahrzeuges. Werden Schäden und Mängel im Zuge einer Nachschau festgestellt, jedoch nicht rechtzeitig vor Verlassen der Werkstatt behoben, wird dies ebenfalls schriftlich dokumentiert.
Jede eingetretene Störung am Triebfahrzeug muss schriftlich durch den Triebfahrzeugführer eingetragen werden. Das gilt auch für Störungen, die unmittelbar nach Störungseintritt durch ihn behoben werden konnten. Durch eine Unterschrift sowie ein Kurzzeichen seiner jeweiligen Heimatdienststelle wird die Richtigkeit seiner Angaben bestätigt. Außerdem sind gewisse vorgenommene Handlungen an Fahrzeugen im Übergabebuch zu dokumentieren.
Übergabebücher sind in der Lokleitung des Heimat-Bahnbetriebswerkes abzugeben, wenn ein Abschlussdienst vollzogen wurde. Am Ende eines jeden Monats ist das Übergabebuch abzuschließen. Es darf erst abgelegt werden, wenn alle im Übergabebuch vermerkten Schäden erledigt sind. Ist dies nicht der Fall, bleibt das alte mit dem neuen Übergabebuch zusammen. Wie lange Übergabebücher genau aufbewahrt werden, unterliegt einer Regelung des Eisenbahnverkehrsunternehmens.
Übergabebücher dürfen auch in digitaler Form geführt werden. Die Eisenbahnverkehrsunternehmen müssen gesonderte Regeln treffen, dass die Übergaben und Störungen der Triebfahrzeuge sowie vorgenommene Arbeiten an diesen dokumentiert werden.